# Tainted Blood
Tainted Blood (Brasil: A Morte como Herança ) é um filme norte-americano de 1993 dirigido por Matthew Patrick.

## Elenco
- Raquel Welch -   Elizabeth Hayes
- Alley Mills  - Mrs. Patterson
- Kerri Green -  Tori Pattersen
- Natasha Gregson Wagner - Lissa Drew
- Joan Van Ark -  Mrs. Drew
- Lewis Arquette -  Artie
- Tom Ashworth -  Rod Dailey
- Charmaine Charles - Case Worker
- E. Bruce Davis -  Pastor
- Mary M. Egan -  Nurse Potts
- Richard Gross -  Commander Drew
- Janet Haley -    Nurse Janet
- Kathy Horton -   Jaguar Woman
- Justin Isfeld -  Mikey Patterson
- Emily Ann Lloyd -  Katie
- Molly McClure - Lucille
- John Mooney -    Tom Pattersen
- Lance E. Nichols -  Social Worker
- J. Michael Patterson -  Sheriff
- Darlynne Reyes -  Newscaster (as Darlynn Reyes Menkin)
- Larry Sacknoff -  Newsman
- Bob Sallese -    Funeral Mourner
- Michael Shaner -  Arson Investigator
- Louise Gallagher Smith -  Farm Woman
- David St. James -  Bureaucrat
- Rochelle Swanson -  Newswoman
- John Thomson -  Brian OConnor
- Nancy Warren -  Foster Mother